# مرقد إبراهيم الكاظم
مرقد إبراهيم الكاظم (بالفارسية: امامزاده ابراهیم) هو مرقد شيعي تاريخي يعود إلى 925 الهجري، ويقع في آمل.